# 图尔足球俱乐部
图尔足球俱乐部（Tours Football Club，簡稱Tours FC）是位於法國中部安德尔-卢瓦尔省首府图尔的足球會，成立於1919年，曾於1980年代在法甲作賽4個球季，現時在法國全國丙組聯賽參賽。

## 球會榮譽
- 法國乙組足球聯賽
  - 冠軍：1984年；
  - 亞軍：1980年；
- 法國盃
  - 四強：1982年、1983年；

## 著名球員
- 西尔万·迪斯丁（Sylvain Distin）

## 外部連結
- （法文） Official website
- （法文） Unofficial website（页面存档备份，存于）